# 노영민 (배우)
노영민(2007년 12월 20일 ~ )은 대한민국의 배우이다.

## 출연

### 방송

#### 드라마
- 2017년 《전생에 웬수들》 - 최고운 역
- 2019년 《꽃길만 걸어요》 - 어린 김지훈 역 (심지호 아역)
- 2020년 《오 마이 베이비》
- 2020년 《청춘기록》 - 어린 원해효 역 (변우석 아역)

### 광고
- 2016년 보건복지부 금연 캠페인 - 교실 편
- 2016년 BMW 바이럴
- 2016년 경동보일러 나비엔 보일러 온수 매트